# Wesley Crusher
Wesley Robert Crusher est un personnage de l’univers de fiction de Star Trek et plus particulièrement de la série Star Trek : La Nouvelle Génération, interprété par l’acteur Wil Wheaton.

## Biographie Fictive
Fils du lieutenant Jack Crusher et du médecin en chef Beverly Crusher, Wesley Crusher (souvent surnommé Wes) est né le 29 juillet 2349 sur Terre. Il n’a que cinq ans (2354) lorsque son père Jack meurt en mission sous les ordres de son proche ami, le capitaine Jean-Luc Picard, du Stargazer. En 2364, c’est précisément sur un vaisseau commandé par Picard, l’Enterprise-D, que Beverly Crusher est nommée médecin en chef. Wesley démontre alors rapidement ses capacités intellectuelles bien supérieures à celles d’un adolescent de son âge, principalement en matière de technologie et de science. Picard, mal à l’aise vis-à-vis des enfants, mais aussi se sentant responsable de la disparition de Jack, profite néanmoins du rôle mené par le jeune homme pour ramener le vaisseau dans l’espace de la Fédération pour lui attribuer des fonctions d'enseigne-stagiaire.
Lorsque sa mère Beverly est rappelée sur Terre et remplacée à bord de l’Enterprise-D par la docteure Katherine Pulaski, Wesley Crusher décide cependant, avec l’accord de Jean-Luc Picard et le soutien de Guinan, de rester à bord du vaisseau (voir L'enfant) - (The Child). Il sert toujours à bord lorsque Beverly reprend ses fonctions de médecin en chef un an plus tard.
S’il garde peu de souvenirs de son père, hormis son goût pour le baseball, il le revoit néanmoins à 18 ans dans un message holographique enregistré alors que le petit Wesley n’a que dix semaines (voir En famille) - (Family)

### Héroïque et maladroit
Les premières années de Wesley sur l’Enterprise font alterner des maladresses propres à son âge et des actes d’héroïsme. Sous l’influence d’un virus, il prend dangereusement le contrôle de l’Enterprise-D (voir L'Enterprise en folie - The Naked Now). Sur Rubicun III, il brise une loi locale et c’est grâce à l’intervention de Jean-Luc Picard que sa condamnation à mort n’est pas exécutée (voir Justice). À l’inverse, il démontre à un Tau Alphien nommé « Le Voyageur » son don puisé d’une incroyable force intérieure (voir Où l'homme surpasse l'homme) - (Where No One Has Gone Before). Il est aussi le seul à reconnaître Data de son « frère jumeau » Lore (voir Data et Lore) - (Datalore). Lorsque William Riker, doté temporairement des pouvoirs de Q, attribue dix années de plus à Wesley, celui-ci rejette finalement l'offre (voir Dans la peau de Q) - (Hide and Q). Il fera encore preuve d’héroïsme en protégeant plusieurs enfants de l’Enterprise-D enlevés par les Aldéens (voir Quand la branche casse) - (When the Bough Breaks). Malgré quelques difficultés d’autorité avec son équipe scientifique, sa persévérance lui permet néanmoins de percer à jour un mystère géologique qui menait la planète Drema IV à sa propre destruction (voir Correspondance - Pen Pals). Lors d’une mission de simulation de combat, Wesley adopte un stratagème qui lui permet de voyager à la vitesse de distorsion quelques secondes (voir Jeux de guerre - Peak Performance). Lors de sa troisième année à bord de l’Enterprise, Wesley laisse échapper des nanites qui mettent en péril le vaisseau (voir Évolution - Evolution). Quelques semaines plus tard, alors qu’il travaille sur une expérimentation, il enferme par erreur sa mère dans une bulle de distorsion et fait appel à nouveau au « Voyageur » pour l’aider à puiser dans ses forces intérieures et ramener Beverly dans le monde réel (voir Souvenez-vous de moi - Remember Me). Lors d’une permission exceptionnelle en 2368, Wesley permet, avec l’aide de Data, de déjouer le piège tendu par une alien nommée Etana (voir Le Jeu - The Game).

### L’Académie deStarfleet
En 2364, Wesley Crusher passe sur Relva VII le concours d’entrée à l’Académie de Starfleet à l’âge de 15 ans (voir L'âge de raison - Coming of Age). Il échoue mais ses bonnes notes lui permettent de tenter à nouveau l’examen l’année suivante. En 2366, il est admis à l’Académie, mais, alors qu’il participe à une mission de secours de trois officiers enlevés, il manque le vaisseau de transport qui doit le ramener vers la Terre. En reconnaissance, le Capitaine Picard le promeut officiellement au grade d’enseigne avec une autorisation spéciale de suivre sa première année d’Académie à bord de l’Enterprise-D (voir Ménage à Troi - Menage a Troi). En 2367, Wesley entre à l’Académie de Starfleet en cours d’année. Lors de sa dernière mission, il sauve le capitaine Picard de sérieuses blessures, alors que leur navette Nenebek s’est écrasée sur Lambda Paz (voir La Dernière Mission - Final Mission). Sa première année à l’Académie se déroule sans encombre et il accède même à l’Escadrille d’élite Nova. Cependant, lors d’une manœuvre interdite, un des membres de l’Escadrille, Joshua Albert, meurt dans un accident. Malgré la promesse de silence faite au chef d’escadrille Locarno, Wesley finit par avouer la vérité au capitaine Picard. En guise de punition, il doit alors redoubler son année (voir Le Premier Devoir - The First Duty).

### Wesley et l’amour
La première aventure romantique de Wesley remonte à 2365 lorsqu’il s'éprend de la jeune Salia, alien allosomorphe future régente de Daleb IV, malgré la farouche opposition de sa tutrice (voir La Dauphine - The Dauphin). À la date stellaire 45208, lors d’une courte permission sur l’Enterprise-D, il tombe amoureux de l'enseigne Robin Leftler (voir Le Jeu - The Game).

### Sa démission
En 2369 et 2370, malgré des notes correctes, son intérêt pour l’Académie décroît rapidement. Lors d’un conflit sur Dorvan V entre des Amérindiens, des Cardassiens et la Fédération, Wesley Crusher, pour son dernier retour sur l’Enterprise-D, décide de renoncer à l’Académie et se téléporte sur la planète. Il y est accueilli par Lakanta qui n’est autre que le « Voyageur » et comprend que son destin est de suivre l’alien qui reconnaît en lui un génie comparable à celui de Mozart en lui permettant même d’arrêter le temps (voir La Fin du voyage - Journey's End).

### Ailleurs… et plus tard…
Dans un univers parallèle, Wesley Crusher apparaît en tant que lieutenant dans le rôle d'officier tactique (voir Parallèles - Parallels). 
En 2379, Wesley Crusher, alors âgé de 30 ans, retrouve l’équipage de l’Enterprise-E pour le mariage de Deanna Troi et William Riker en Alaska (voir Star Trek : Nemesis). Il semblerait qu'il ait à nouveau rejoint Starfleet à bord du Titan avec le grade de lieutenant junior, mais cette information n'a pas été confirmée.

## Anecdotes
Le second prénom du créateur de la série, Gene Roddenberry, était Wesley.
Avant le début de la série, il était prévu que Wesley soit en réalité une jeune adolescente prénommée Leslie.
Wesley Crusher apparaît dès le premier épisode de la série Star Trek : La Nouvelle Génération qu’il quitte au milieu de la quatrième saison, malgré quelques apparitions ponctuelles (Le jeu (The Game) (1991-1992), Le Premier Devoir (The First Duty) (1991-1992), Parallèles (Parallels) (1993-1994) et La fin du voyage (Journey's End') (1993-1994).
De tous les films Star Trek, le personnage de Wesley n’apparaît que dans Star Trek : Nemesis, cependant la grande majorité de ses apparitions lors du tournage de ce dixième film a été coupée au montage. C'est en particulier dans une de ces scènes que l'on apprend que Wesley Crusher a rejoint le Titan comme ingénieur sous le commandement de William Riker.
Wesley Crusher, qui apparait plus âgé, soit l'âge de 25 ans, grâce aux pouvoirs du commandeur William Riker dans l'épisode Dans la peau de Q (Hide and Q) (1987-1988), est interprété par William A. Wallace.

## Culture populaire
Dans l'épisode 19 de la saison 3 de The Big Bang Theory, Sheldon Cooper fait référence au personnage incarné par Wil Wheaton en appelant l'équipe de bowling du groupe The Wesley Crushers. Sheldon a une sérieuse dent contre Wil, et qu'en ajoutant le "s" à la fin du nom de son personnage, cela devient les Crushers soit les « Écraseurs de Wesley » !